# Stenophylax hatatitlus
Stenophylax hatatitlus là một loài Trichoptera trong họ Limnephilidae. Chúng phân bố ở miền Cổ bắc.